# Pallavolo ai XVI Giochi panamericani - Torneo femminile
Il XVI campionato di pallavolo femminile ai Giochi panamericani si è svolto dal 15 al 20 ottobre 2011 a Guadalajara in Messico, durante i XVI Giochi panamericani. Al torneo hanno partecipato 8 squadre nazionali nordamericane e sudamericane e la vittoria finale è andata per la quarta volta al Brasile.

## Squadre partecipanti
- Brasile
- Canada
- Cuba
- Messico
- Perù
- Porto Rico
- Rep. Dominicana
- Stati Uniti

## Gironi
| Girone A                            | Girone B                            |
| ----------------------------------- | ----------------------------------- |
| Brasile Canada Cuba Rep. Dominicana | Messico Perù Porto Rico Stati Uniti |

## Fase finale

### Finali 1º e 3º posto
|  | Quarti          | Quarti          |             |                 | Semifinali         | Semifinali         |  |  | Finale 1º/2º posto | Finale 1º/2º posto |
|  |                 |                 |             |                 |                    |                    |  |  |                    |                    |
|  |                 |                 |             |                 |                    |                    |  |  |                    |                    |
|  |                 |                 |             |                 |                    |                    |  |  |                    |                    |
|  | -               | -               |             |                 |                    |                    |  |  |                    |                    |
|  | -               | -               |             |                 |                    |                    |  |  |                    |                    |
|  | -               | -               |             |                 |                    |                    |  |  |                    |                    |
|  | -               | -               | Brasile     | 3               |                    |                    |  |  |                    |                    |
|  |                 |                 | Brasile     | 3               |                    |                    |  |  |                    |                    |
|  |                 | Rep. Dominicana | 0           |                 |                    |                    |  |  |                    |                    |
|  | Porto Rico      | Rep. Dominicana | 0           | 2               |                    |                    |  |  |                    |                    |
|  | Porto Rico      |                 |             | 2               |                    |                    |  |  |                    |                    |
|  | Rep. Dominicana | 3               |             |                 |                    |                    |  |  |                    |                    |
|  | Rep. Dominicana | 3               | Brasile     | 3               |                    |                    |  |  |                    |                    |
|  |                 |                 | Brasile     | 3               |                    |                    |  |  |                    |                    |
|  |                 | Cuba            | 2           |                 |                    |                    |  |  |                    |                    |
|  | -               | Cuba            | 2           | -               |                    |                    |  |  |                    |                    |
|  | -               |                 |             | -               |                    |                    |  |  |                    |                    |
|  | -               | -               |             |                 |                    |                    |  |  |                    |                    |
|  | -               | -               | Stati Uniti | 1               | Finale 3º/4º posto | Finale 3º/4º posto |  |  |                    |                    |
|  |                 |                 | Stati Uniti | 1               | Finale 3º/4º posto | Finale 3º/4º posto |  |  |                    |                    |
|  |                 | Cuba            | 3           |                 |                    |                    |  |  |                    |                    |
|  | Cuba            | Cuba            | 3           | 3               | Stati Uniti        | 3                  |  |  |                    |                    |
|  | Cuba            |                 |             | 3               | Stati Uniti        | 3                  |  |  |                    |                    |
|  | Perù            | 0               |             | Rep. Dominicana | 0                  |                    |  |  |                    |                    |
|  | Perù            | 0               |             |                 | 0                  |                    |  |  |                    |                    |
|  |                 |                 |             |                 |                    |                    |  |  |                    |                    |
|  |                 |                 |             |                 |                    |                    |  |  |                    |                    |

### Finali 5º e 7º posto
|  | Semifinali | Semifinali | Semifinali |      |            | Finale 5º/6º posto | Finale 5º/6º posto | Finale 5º/6º posto |  |
|  |            |            |            |      |            |                    |                    |                    |  |
|  | Canada     | Canada     | 1          |      |            |                    |                    |                    |  |
|  | Canada     | Canada     | 1          |      |            |                    |                    |                    |  |
|  | Perù       | Perù       | 3          |      |            |                    |                    |                    |  |
|  | Perù       | Perù       | 3          |      | Porto Rico | Porto Rico         | 3                  |                    |  |
|  |            |            |            |      | Porto Rico | Porto Rico         | 3                  |                    |  |
|  |            |            | Perù       | Perù | 0          |                    |                    |                    |  |
|  | Messico    | Messico    | Perù       | Perù | 0          | 2                  |                    |                    |  |
|  | Messico    | Messico    |            |      |            | 2                  |                    |                    |  |
|  | Porto Rico | Porto Rico | 3          |      |            | Finale 7º/8º posto | Finale 7º/8º posto | Finale 7º/8º posto |  |
|  | Porto Rico | Porto Rico | 3          |      |            |                    |                    |                    |  |
|  |            |            |            |      |            |                    |                    |                    |  |
|  |            |            |            |      |            | Canada             | Canada             | 3                  |  |
|  |            |            |            |      |            | Canada             | Canada             | 3                  |  |
|  |            |            |            |      |            | Messico            | Messico            | 1                  |  |

## Podio

### Campione
Formazione: 1 Fabiana Claudino, 2 Juciely Barreto, 3 Danielle Lins, 4 Paula Pequeno, 6 Thaísa de Menezes, 7 Marianne Steinbrecher, 8 Jaqueline de Carvalho, 11 Tandara Caixeta, 13 Sheilla de Castro, 14 Fabiana de Oliveira, 16 Fernanda Garay, 17 Josefa de Souza, CT: José Roberto Guimarães

### Secondo posto
Formazione: 1 Wilma Salas, 2 Yanelis Santos, 3 Alena Rojas, 4 Yoana Palacio, 6 Daimara Lescay, 8 Emily Borrell, 10 Ana Cleger, 11 Liannes Castañeda, 13 Rosanna Giel, 14 Kenia Carcaces, 15 Yusidey Silié, 17 Gyselle Silva, CT: Juan Carlos Gala

### Terzo posto
Formazione: 2 Kayla Banwarth, 3 Keao Burdine, 4 Angela Pressey, 6 Tamari Miyashiro, 8 Cynthia Barboza, 10 Lauren Gibbemeyer, 11 Regan Hood, 12 Alexandra Klineman, 13 Cassidy Lichtman, 14 Carli Lloyd, 15 Courtney Thompson, 19 Jessica Jones, CT: Susan Woodstra

## Classifica finale
| Classifica | Squadre         |
| ---------- | --------------- |
|            | Brasile         |
|            | Cuba            |
|            | Stati Uniti     |
| 4          | Rep. Dominicana |
| 5          | Porto Rico      |
| 6          | Perù            |
| 7          | Canada          |
| 8          | Messico         |